# 桜りん
桜 りん（さくら りん、1995年11月25日 - ）は、日本のグラビアアイドル。沖縄県出身。元アイドルグループ「片目惚れ-hitomebore-」メンバー（副リーダー）。アイドルユニット「カメレオンリパブリック」メンバー（リーダー）。

## 略歴
渋谷で声を掛けられ、2016年に「片目惚れ-hitomebore-」のメンバーとしてデビュー。
「片目惚れ-hitomebore-」はメンバー全員が片目に眼帯を付けたグループであるが、2017年に知名度向上を狙いグラビアアイドルとしてデビュー。以降はグループでの活動以外では眼帯を外している。デビュー時に水着になることは想定していなかったというが、童顔と92センチのFカップのギャップが評価を受け、2017年7月には「ミスアクション2017 後期」準グランプリ。
2018年8月、「ミスヤングチャンピオン2018」特別賞受賞。
2018年11月28日、moriage 育乳ブラシリーズのアンバサダー就任。
2019年2月、『全日本柔軟女王グラドルコンテスト』（AbemaTV）で2代目優勝者となる（新井花菜とダブル優勝）。
2019年より5年連続でRIZEラウンドガールを務めている。
2019年9月21日、所属グループである「片目惚れ-hitomebore-」が新宿スタークレーンで解散LIVEを行う。
2021年、徳江かな、宮永薫、桜田愛音とともにアイドルユニット「カメレオンリパブリック」を結成し、8月12日にデビューライブを行う。

## 人物
- 中学で始めた新体操で高校は香川県の強豪校に進学し、香川県代表に選ばれた[15]。得意な種目は「リボン」[16]。
- バラエティ番組などではI字開脚、バックブリッジなど軟体を披露することが多いが池谷幸雄からは「新体操やってればできて当たり前。バックブリッジの膝が汚いのが減点」と指摘を受けた[17]。
- 新体操時代は貧乳の部類だったというが、引退後に10キロ増加。この時に胸も大きくなりダイエット後も胸だけが残った結果の体型と述べている[18]。
- 座右の銘は「No pain, no gain」[19]。

## 作品

### イメージビデオ
- 桜のきもち（2017年6月22日、イーネット・フロンティア）[20]
- 桜色、りん先生（2017年12月22日、スパイスビジュアル）[21]
- りん 花ひらく（2020年10月30日、エスデジタル）[22][23]
- 淫らで陰湿な片思い（2021年3月25日、エアーコントロール）[24][25]
- ぜんぶ教えてあげる（2021年7月22日、ギルド）[26][27]
- 好きっていって（2021年11月26日、竹書房）[28][29]
- 徳江かなか桜りんか選べない（2022年4月26日、エアーコントロール）共演：徳江かな[30][31]
- さくらの誘惑（2023年5月23日、エアーコントロール）[32][33]
- Kira Kira（2023年9月29日、エスデジタル）[34][35]
- りんに溶けて（2024年6月26日、スパイスビジュアル）[36][37]

## 出演

### テレビ番組
- 鎧美女 #83（2021年12月25日〈24日深夜〉、フジテレビONE）- 甲冑：榊原康正[38]
- 麻雀最極決定戦！サバイバルバトル極雀（フジテレビONE）- 極雀ガール
  - 2022春の極雀カーニバル（2022年4月19日）[39]
  - season46（2024年9月27日）[40]
- 月ともぐら（2023年1月6日 - 2月3日、テレビ東京）[41]
- アイドル鬼ごっこ2023！～わたし、本気出してもいいですか～（2023年4月21日、GAORA SPORTS）[42][43]

### ウェブ配信
- 【全日本○○グラドルコンテスト】アビリティ （2018年11月18日、2019年2月10日、2月17日、ABEMA）
- 給与明細（2022年4月25日、ABEMA）- 潜入ガール[44]
- ヒロミ・指原の“恋のお世話始めました”（2022年9月8日[45]、2023年3月16日[46]、ABEMA）

### 映画
- 電エースキック（2019年5月、リバートップ）ハリウッド星人戦闘隊長・リン役
  - 電エースウェディング（2020年、リバートップ）　※電エースキックの結末差し替えバージョン
- 電エースカオス（2023年12月22日、エクストリーム）[47]

### ラウンドガール
| 年     | 大会名 | ユニット名  | 他メンバー                                                                                 |
| ------ | ------ | ----------- | ------------------------------------------------------------------------------------------ |
| 2019年 | RISE   | R-1SE Force | 五十川ちほ、森脇亜紗紀、COCO、堀尾実咲、柚浦桃                                             |
| 2020年 | RISE   | R-1SE Force | COCO、清瀬汐希、美月、加乃ほのか、IINA                                                     |
| 2021年 | RISE   | R-1SE Force | COCO、清瀬汐希、星名美津紀、高橋凛、オシリス、CHIE、HIKARU                                 |
| 2022年 | RISE   | R-1SE Force | 高橋凛、大貫彩香、広瀬晏夕、ペピ、宮原華音                                                 |
| 2023年 | RISE   | R-1SE Force | 高橋凛、大貫彩香、宮原華音、霧島聖子、七瀬なな、ぽぽちゃん、セラ                           |
| 2024年 | RISE   | R-1SE Force | セラ、七瀬なな、ぽぽちゃん、川瀬もえ、名取くるみ、真木しおり、益田アンナ、松田彩花、村上楓 |
| 2025年 | RISE   | R-1SE Force | セラ、七瀬なな、川瀬もえ、名取くるみ、真木しおり、益田アンナ                               |